# Höhe (Bergisch Gladbach)

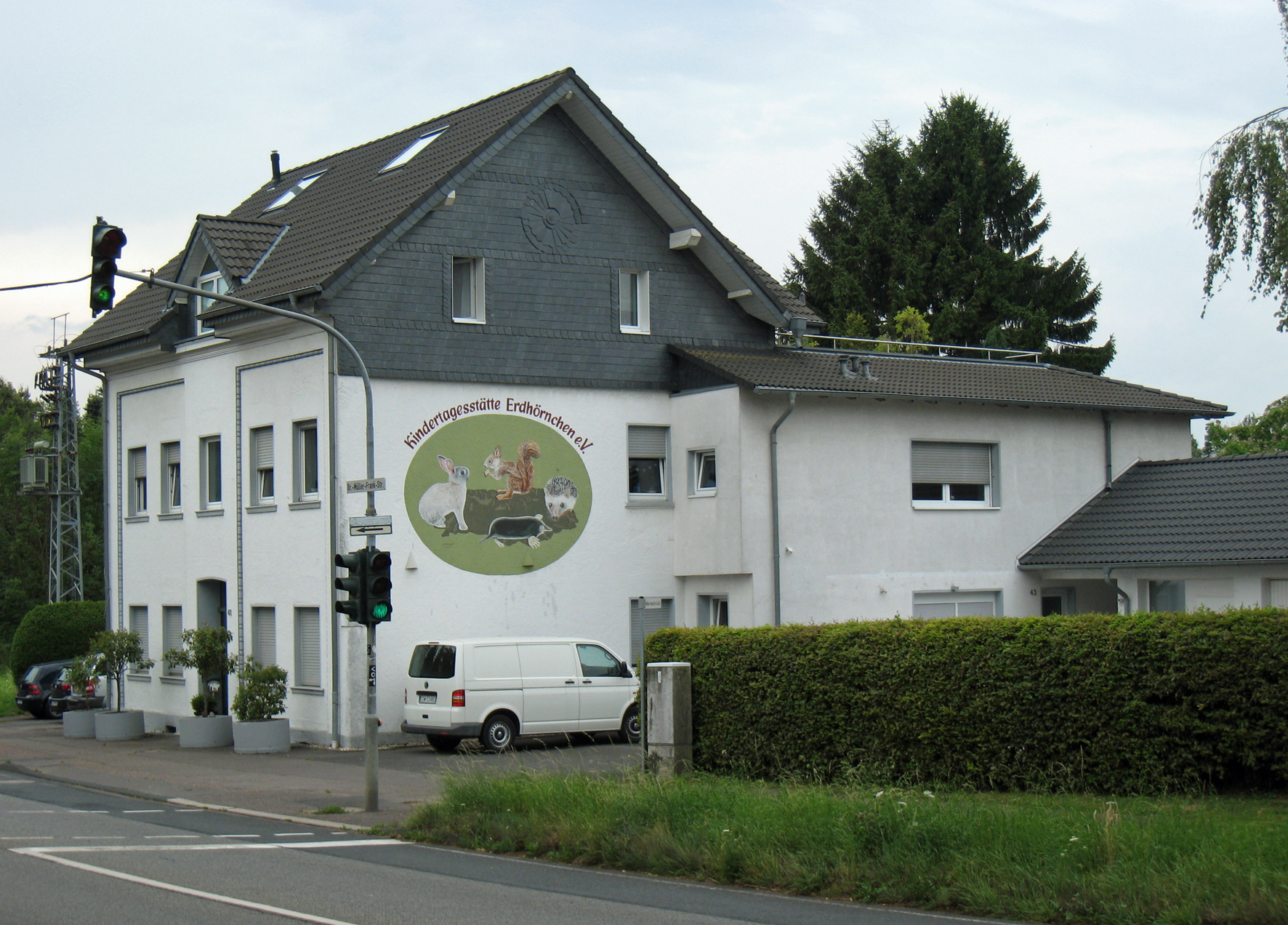
Höhe

Höhe ist ein Ortsteil im Stadtteil Moitzfeld von Bergisch Gladbach.

## Geschichte
Gegenüber der Abzweigung nach Birkerhöhe und Birkerhof steht an der Straße von Moitzfeld nach Herkenrath auf der westlichen Straßenseite ein einzelnes Mehrfamilienhaus. Es wurde um 1900 von der Betreibergesellschaft der Grube Berzelius gebaut. Es erhielt die Ortsbezeichnung Höhe nach der Gewannenbezeichnung Auf der Höhe. 1977 hat man unter dem Namen Auf der Höhe eine Straße in einer neuen Siedlung westlich von Birkerhöhe benannt.
Höehe gehörte zur preussischen Bürgermeisterei Bensberg im Kreis Mülheim am Rhein.
Der Ort ist ab der Preußischen Neuaufnahme von 1892 auf Messtischblättern regelmäßig als Höhe oder ohne Namen verzeichnet.
Aufgrund des Köln-Gesetzes wurde die Stadt Bensberg mit Wirkung zum 1. Januar 1975 mit Bergisch Gladbach zur Stadt Bergisch Gladbach zusammengeschlossen. Dabei wurde auch Höhe Teil von Bergisch Gladbach.
| Jahr | Einwohner | Wohn- gebäude | Kategorie |
| ---- | --------- | ------------- | --------- |
| 1895 | 4         | 1             | Wohnplatz |
| 1905 | 4         | 1             | Wohnplatz |